# St. Germain (musicista)
St. Germain o St Germain, pseudonimo di Ludovic Navarre (Saint-Germain-en-Laye, 1973), è un musicista e disc jockey francese.

## Biografia
Noto fin dai primi anni novanta negli ambienti lounge parigini con alcuni pseudonimi come Subsystem, Modus Vivendi, Deepside, Luodovic Navarre si presenta come St Germain nel 1994 per l'etichetta di Laurent Garnier: la F-Communications. Fu proprio sulla label del suo mentore che pubblicherà il suo primo LP Boulevards, lavorando su sonorità fusion mescolate a elementi black. L'album gli porta grande successo, il che farà partire l'escalation che lo porterà verso un posto di primo rilievo nella scena musicale transalpina, nel contesto di quello che fu chiamato french touch, una corrente nata alla fine del secolo di cui Navarre faceva da alfiere insieme a Shazz, Dimitri from Paris, DJ Deep ed altri. Oltre al suo lavoro in studio, collabora con artisti come Björk e si esibisce nelle discoteche di tutto il mondo.

## Discografia
Album:
- Boulevard
- From Detroit to st Germain
- Tourist
- Soel Memento
- St Germain

EP:
- French Traxx EP
- Mezzotinto EP
- Motherland EP

Singoli:
- Alabama Blues
- It's A Sure Thing Part 2
- It's A Sure Thing Revisited
- Rose Rouge
- Rose Rouge Revisited
- Chaos
- So Flute
- Sure Thing

Remix:
- Métamorphose - Messe Pour Le Temps Présent
- Sound Of The City: Paris
- Variation